# Hisdosio
Hisdosio   (fl.. C. 1100), también conocido como Hisdosus Escolástico, fue un escritor y erudito que vivió a principios del siglo XII
No se sabe nada sobre su vida. Su primer nombre es desconocido, afirma que "Me llamo a mi mismo Hisdosus, tomado del nombre de mi padre."
Comenta sobre el pasaje del Timeo (34b-36d) que se ocupa del Anima mundi. El comentario de Hisdosio es probablemente más famoso por ser la única fuente (aunque en paráfrasis en latín) para la comparación de Heráclito "de la araña y el alma con la tela de araña y el cuerpo (DK 22B 67a).